# Isla del Río
La isla del Río (en inglés: River Island) es una de las islas Malvinas. Se encuentra al norte de la isla Gran Malvina, al sur de la isla del Este y de la isla de Borbón, en el Puerto del Río. Se ubica también enfrente de la desembocadura del río Warrah. Hay una isla de marea a su oeste (la isla Top), separados por una laguna poco profunda.